# Batalha de Mookerheyde
Na Batalha de Mookerheyde, as forças espanholas derrotaram as forças holandesas compostas por mercenários alemães, em 14 de abril de 1574 durante a Guerra dos Oitenta Anos na charneca perto do aldeia Mook e o rio Mosa, não muito longe de Nijmegen em Gelderland. Dois líderes das forças holandesas, irmãos de Guilherme, o Silencioso, foram mortos: Luís de Nassau (nascido em 1538) e Henrique de Nassau-Dillenburg (nascido em 1550).
Durante o inverno de 1573/1574, Luís de Nassau e Henrique de Nassau-Dillenburg levantaram um exército mercenário na Alemanha com 6.500 infantes e 3.000 cavalarianos. Eles seguiram em direção a Maastricht para se encontrar com seu irmão mais velho Guilherme, o Silencioso, Príncipe de Orange, que liderava 6.000 holandeses. Eles planejavam marchar com suas forças combinadas em direção a Leiden, que estava sitiada por uma grande força espanhola desde outubro de 1573.
A força das tropas do Conde Luís diminuiu no caminho. Mais de mil homens desertaram e setecentos foram mortos pelos espanhóis num ataque noturno. As tropas restantes amotinaram-se porque os holandeses não conseguiram pagá-las. Luís cruzou o Mosa com apenas 5.500 infantes e 2.600 cavalarianos. Antes que ele pudesse unir forças com Guilherme, Luis de Requesens suspendeu temporariamente o cerco de Leiden para que seus 5.000 soldados de infantaria e 800 de cavalaria pudessem conter o avanço de Luís. O exército espanhol foi liderado por Sancho d'Avila e Bernardino de Mendoza. Os exércitos se encontraram perto da vila de Mook. Ataques oportunos dos lanceiros espanhóis destruíram a cavalaria holandesa e os espanhóis saíram vitoriosos.
Os holandeses sofreram uma derrota desastrosa, perdendo pelo menos 3.000 homens. O exército holandês de mercenários, ainda não pago, logo se dispersou. Guilherme teve esperança, por muito tempo, que seus irmãos tivessem sido capturados. No entanto, Luís e Henrique foram aparentemente mortos e seus corpos nunca foram recuperados.
Os espanhóis retomaram então o cerco de Leiden, que falhou quando as forças holandesas socorreram a cidade em outubro, com o uso de uma frota rebelde e muita assistência que se aproximava pelo mar, à medida que os diques eram rompidos para inundar as terras baixas.
No decorrer da batalha, as forças espanholas tomaram o bastão de comando que Guilherme havia dado a seu irmão Luís. O bastão, há muito esquecido, foi descoberto na residência jesuíta em Sant Cugat del Vallès na Catalunha. Em 2017, o Superior Geral dos Jesuítas, Arturo Sosa Abascal, devolveu o bastão ao Rei Guilherme Alexandre dos Países Baixos numa cerimónia no Vaticano. A transferência foi simbólica, na medida em que a propriedade do bastão é mantida pela Catalunha como parte do seu património cultural e histórico.  O bastão passou para os Jesuítas como parte do espólio de Luis de Requesens, Governador Geral dos Países Baixos Espanhóis em 1574. Os holandeses planejam exibi-lo no Museu Militar Nacional.